# Agger (Ort)
Agger ist ein Dorf in Thy im Nordwesten Dänemarks. Es ist der Kommune Thisted zugeordnet und gehört postalisch zu Vestervig. 

## Lage
Agger liegt direkt an der Nordsee am Nordende der Agger Tange, dem nördlichen Ufer der westlichen Einfahrt in den Limfjord. Die Agger Tange ist ein mehr als acht Kilometer langes, zur Seeseite hin dünengesäumtes Vogelschutzgebiet. Es trennt die Nordsee vom Nissum Bredning, dem südwestlichen Teil des Limfjords. Am nördlichen Ende des Nissum Bredning, in der Bucht Krik Vig, liegt der kleine Hafen von Agger, in dem vor allem Fischerboote ihre Heimat haben. Der Hafen zeugt von Aggers Vergangenheit als Fischerdorf. Im Norden wird Agger durch den Süßwassersee Flade Sø begrenzt, wodurch der Ort den Charakter einer Halbinsel erhält. Heute dominiert Touristik die Wirtschaft.

## Verkehr
Eine mit dem Eisenbahngesetz vom 8. Mai 1894 vorgesehene Eisenbahnstrecke von Hurup, wo Anschluss an die Bahnstrecke Thisted–Struer bestanden hätte, wurde nie gebaut.

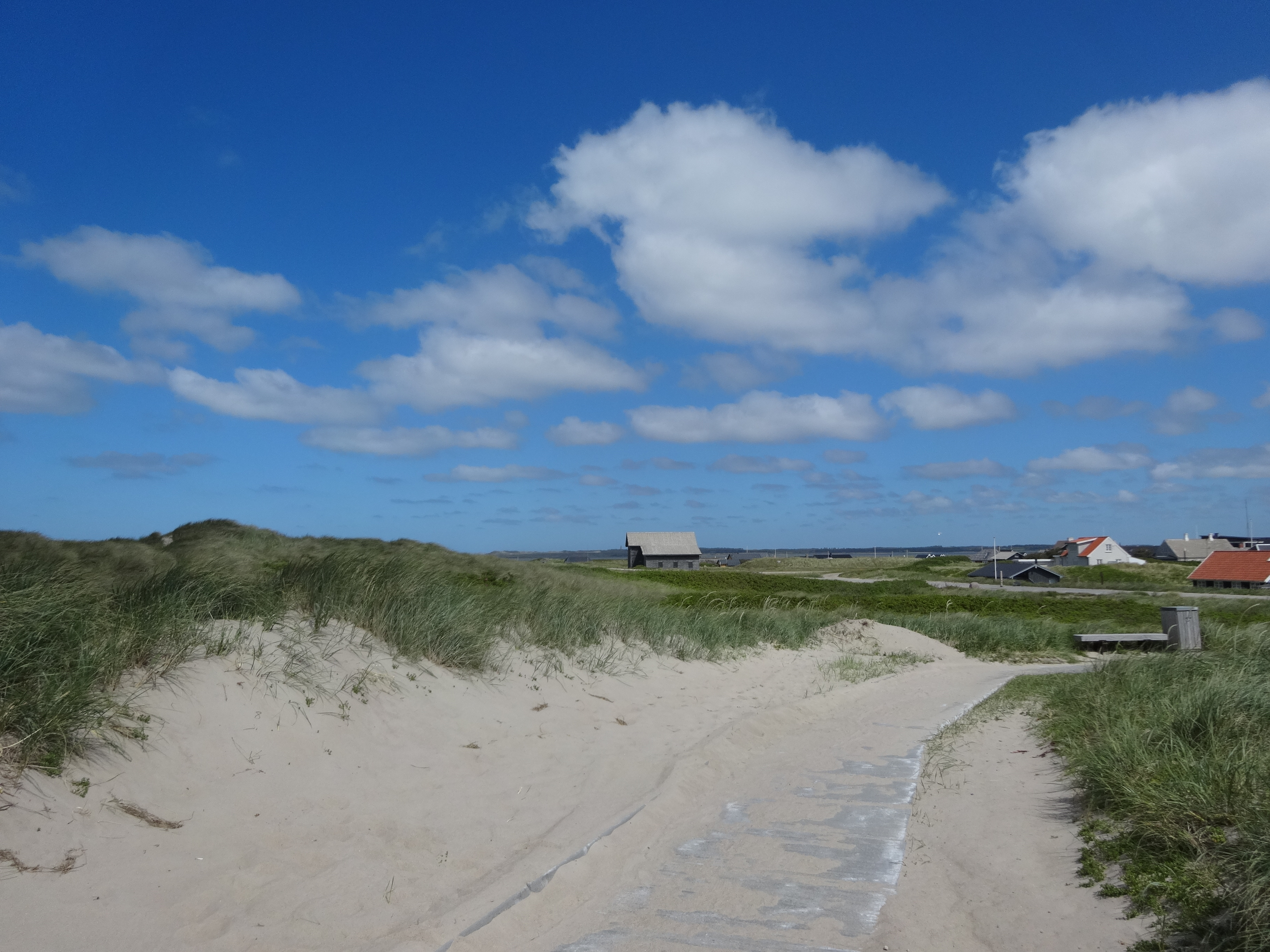
Strand bei Agger
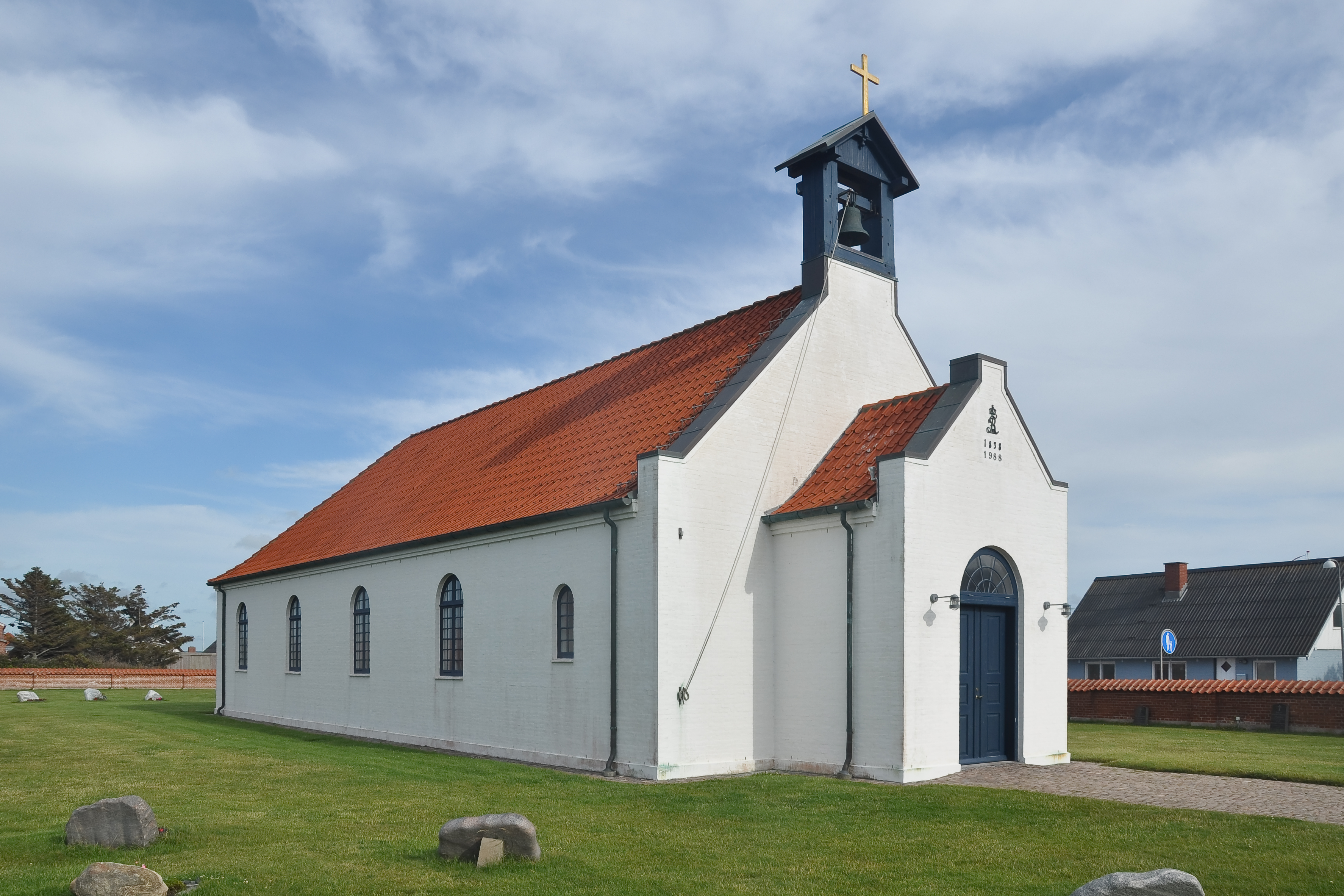
Kirche in Agger